# Nasaal (anatomie)
Nasaal is de anatomische aanduiding voor de voorkant van het hoofd. Het bijvoeglijke naamwoord nasaal hoort bij occipitaal en temporaal, waarbij de occipitale zijde van het hoofd de achterkant is, het achterhoofd, en de temporale zijde de zijkant van het hoofd. Nasaal, occipitaal en temporaal komen uit het Latijn. Nasaal komt van nasus voor neus.
Ieder oog heeft een nasale en een temporale zijde. De buitenkant van een oog zit dus aan de temporale zijde, de binnenkant aan de nasale zijde. Nasaal wordt bij de ogen van een mens dus letterlijk genomen: de zijde van de neus.
superior · inferior · anterior · posterior 

craniaal · rostraal · caudaal 

proximaal · distaal 

ventraal · dorsaal · lateraal · mediaal
coronaal · sagittaal · mediaan · transversaal 

nasaal · temporaal · occipitaal 

contralateraal · ipsilateraal · bilateraal · unilateraal 

afferent · efferent